# Paul Lemasson
Pour les articles homonymes, voir Lemasson.
Paul Lemasson, né le 10 janvier 1897 à Saint-Mars-du-Désert en Loire-Inférieure (aujourd'hui Loire-Atlantique), et mort le 22 septembre 1971 à Nantes, est un peintre français. Il est le frère du peintre Albert Lemasson (1892-1982).

## Biographie
Paul Lemasson naît le 10 janvier 1897 à Saint-Mars-du-Désert en Loire-Atlantique. Il entre à l’École des Beaux-Arts de Nantes puis à celle des  Beaux-Arts de Paris, en 1920. Il est l'élève de Fernand Cormon (1845-1924), Jean-Pierre Laurens (1875-1932) et Paul Baudoüin (1844-1931). Il expose au Salon de 1934 et de 1969.
Il excelle dans la peinture de tableaux vivants peuplés de petits personnages, comme dans ceux des maîtres flamands.
Ses œuvres sont exposées à Paris (Galerie Duncan puis Galerie Matignon en 1966), ainsi qu'à l’étranger : Angleterre, États-Unis, Canada, Chili, Pérou. À New York, une exposition lui est consacrée en avril 1970. Une rétrospective lui est également dédiée en avril-mai 1972 à la Galerie Reine à New York et à la Galerie Chardin à Paris la même année.
Il meurt le 22 septembre 1971 à Nantes.

## Œuvres
- Fresques réalisées de 1944 à 1946 avec son frère Albert Lemasson dans les chœurs des églises de Couffé, en Loire -Atlantique[8] et Thouaré, également en (Loire-Atlantique), dans cette dernière la fresque mesure: 6 m x 3,5 m , relatant le passage de Notre-Dame-de-Boulogne[5] ;
- La Haie-Fouassière, église Notre-Dame-de-l'Assomption (XIXe siècle) de (style néo-gothique) de 1927 à 1930 : décoration de l’intérieur de l’église par Albert Lemasson avec son frère Paul : « Chemin de Croix », « Adoration des Mages », « Monument aux Morts de la Guerre 1914-1918 ».
- Fresque dans l'église Saint-Médard (1849-1870), de Saint-Mars-du-Désert (Loire-Atlantique) représentant « La Fuite en Égypte » est l'œuvre d'Albert Lemasson, et de son frère Paul ;
- La Roche-Blanche (Loire-Atlantique). De 1933 à 1935 décoration de l'église est confiée à Albert Lemasson qui avec son frère Paul réalisent  14 tableaux représentant un « Chemin de Croix », 80x80, d’un « Saint-Michel terrassant le Dragon » (plus grand que nature), ainsi que d’une « Vie de la Vierge » en 4 tableaux (grandeur nature).
- Fresque de 80 m2 à la cathédrale Sainte-Geneviève-et-Saint-Maurice de Nanterre, Hauts-de-Seine représentant la "Procession du miracle des ardents"
- Au Calvaire de Pontchâteau, Paul Lemasson a réalisé entre 1939 et 1942 plusieurs fresques remarquables, notamment dans le Temple de Jérusalem, le Cénacle, la Chapelle de la Visitation et la Chapelle du Père de Montfort[9]. Ces fresques, à la fois artistiques et catéchétiques, illustrent des scènes importantes de la vie de Jésus-Christ, telles que le recouvrement de Jésus au Temple, la présentation de Jésus au Temple, l’entrée triomphale de Jésus à Jérusalem, ainsi que d’autres épisodes marquants de sa Passion[10].

## Collections publiques
- Nantes, Musée d'Histoire de Nantes au Château des ducs de Bretagne, Le port de Nantes[11]
- Brunswick, Bowdoin College Museum of Art, Village Winter Scene[12]
- Saint-Mars-du-Désert, Église Saint-Médard, La Déposition de croix[13]
- Quilly, Chapelle de Planté, Reconnaissance 1945[14]

## Critiques
- La Gazette des beaux-arts écrit de lui qu'il : « honore les saisons, les âges de la vie, en quatre petites compositions de tonalités très différenciées, tendant à démontrer que le mortier frais reçoit - s'il ne conserve pas toujours - toutes les nuances de la palette, et qu'il n'est nul besoin, pour se convertir aux doctrines de M. Paul Baudoin et de sa corporation, de faire vœu de pauvreté. »[15].
- La Galerie Jardin des arts écrit de lui : « La peinture de Paul Lemasson est spontanée comme celle d'un naïf. Elle ragaillardit comme les menus d'une auberge de campagne où tous les mets viennent du jardin »[16].
- H. Bouyer, Ouest-Eclair écrit de lui : "Les "Scènes villageoises" de Paul Lemasson, pleines de vie, d'humour et de fraîcheur, sont connues depuis vingt ans dans le monde entier. Elles sont sorties du Val de Loire où leur auteur continue de peindre, apparemment peu soucieux de cette audience internationale."[17]